# Mendarda
Mendarda är en ort i Indien.   Den ligger i distriktet Jūnāgadh och delstaten Gujarat, i den västra delen av landet, 1 100 km sydväst om huvudstaden New Delhi. Mendarda ligger 91 meter över havet och antalet invånare är 17 166.
Terrängen runt Mendarda är platt. Runt Mendarda är det ganska tätbefolkat, med 192 invånare per kvadratkilometer. Närmaste större samhälle är Keshod, 20,0 km väster om Mendarda. Omgivningarna runt Mendarda är en mosaik av jordbruksmark och naturlig växtlighet.